# 圓明院 (君津市)
圓明院（えんみょういん）は、千葉県君津市山本にある真言宗智山派の寺院。山号は清水山。本尊は不動明王。

## 歴史
この寺の創建については不詳であるが、鎌倉時代初期の創建と伝えられ、古くは君津市箕輪に所在した修験道の寺、天台宗萬徳山入定寺の末寺の一つであったという。同入定寺は戦国時代に北条氏に加担したため当寺院も一時荒廃したが、江戸時代に入り慶安年間（1648年 - 1652年）に復興されたとされる。境内には、樹齢千年ともいわれる幹回り5.4メートルの「君津市指定保存樹木」第3号の榧（かや）の大樹がある。

## 札所
- 新上総国三十三観音第9番札所
- 関東八十八ヶ所第54番札所
- 上総七福神 福禄寿札所[5]
- 上総保久利六地蔵札所
- 東国花の寺百ヶ寺 千葉7番札所

## 本寺院に墓所がある人物
- 安岡力也 - 俳優
- 井出久美子 - 徳川家15代将軍徳川慶喜の孫。